# Липча
Ли́пча (укр. Липча) — село, входит в Хустскую городскую общину Хустского района Закарпатской области Украины.
Население по переписи 2001 года составляло 3769 человек. Почтовый индекс — 90415. Телефонный код — 3142. Код КОАТУУ — 2125385201.
Первые сведения о селе относятся к 1383 году. Ещё венгерский король Лайош I санкционировал валашскую колонизацию Липчи.